# Championnats du monde de gravel 2023
Navigation
2022 2024
Les Championnats du monde de gravel 2023 sont la 2e édition de ces championnats, organisés par l'Union cycliste internationale (UCI) et décernant les titres mondiaux en gravel. Ils ont lieu les 7 et 8 octobre 2023 dans la région du Vénétie en Italie comme lors de la 1re édition.

## Podiums
| Épreuves | Or                   | Argent             | Bronze         |
| -------- | -------------------- | ------------------ | -------------- |
| Hommes   | Matej Mohorič        | Florian Vermeersch | Connor Swift   |
| Femmes   | Katarzyna Niewiadoma | Silvia Persico     | Demi Vollering |

## Tableau des médailles
| Rang  | Nation      | Or | Argent | Bronze | Total |
| ----- | ----------- | -- | ------ | ------ | ----- |
| 1     | Pologne     | 1  | 0      | 0      | 1     |
| 1     | Slovénie    | 1  | 0      | 0      | 1     |
| 3     | Belgique    | 0  | 1      | 0      | 1     |
| 3     | Italie      | 0  | 1      | 0      | 1     |
| 5     | Pays-Bas    | 0  | 0      | 1      | 1     |
| 5     | Royaume-Uni | 0  | 0      | 1      | 1     |
| Total | Total       | 2  | 2      | 2      | 6     |

## Classements
| \| Classement général \| Classement général \| Classement général \| Classement général \| Classement général \| \| Coureur \| Coureur \| Pays \| Équipe \| Temps \| \| ------------------ \| --------------------- \| ------------------ \| ------------------ \| ------------------ \| \| 1er \| Matej Mohorič \| Slovénie \| Slovénie \| 4 h 53 min 57 s \| \| 2e \| Florian Vermeersch \| Belgique \| Belgique \| + 43 s \| \| 3e \| Connor Swift \| Royaume-Uni \| Grande-Bretagne \| + 3 min 40 s \| \| 4e \| Alejandro Valverde \| Espagne \| Espagne \| + 6 min 48 s \| \| 5e \| Keegan Swenson \| États-Unis \| États-Unis \| + 6 min 48 s \| \| 6e \| Quinten Hermans \| Belgique \| Belgique \| + 7 min 24 s \| \| 7e \| Simone Velasco \| Italie \| Italie \| + 7 min 52 s \| \| 8e \| Wout van Aert \| Belgique \| Belgique \| + 8 min 22 s \| \| 9e \| Alessandro De Marchi \| Italie \| Italie \| + 9 min 08 s \| \| 10e \| Sebastian Schönberger \| Autriche \| Autriche \| + 9 min 43 s \| |                       |             |                 |                 |
| |                       |             |                 |                 |
| |                       |             |                 |                 |
| Classement général |                       |             |                 |                 |
| Coureur | Coureur               | Pays        | Équipe          | Temps           |
| 1er | Matej Mohorič         | Slovénie    | Slovénie        | 4 h 53 min 57 s |
| 2e | Florian Vermeersch    | Belgique    | Belgique        | + 43 s          |
| 3e | Connor Swift          | Royaume-Uni | Grande-Bretagne | + 3 min 40 s    |
| 4e | Alejandro Valverde    | Espagne     | Espagne         | + 6 min 48 s    |
| 5e | Keegan Swenson        | États-Unis  | États-Unis      | + 6 min 48 s    |
| 6e | Quinten Hermans       | Belgique    | Belgique        | + 7 min 24 s    |
| 7e | Simone Velasco        | Italie      | Italie          | + 7 min 52 s    |
| 8e | Wout van Aert         | Belgique    | Belgique        | + 8 min 22 s    |
| 9e | Alessandro De Marchi  | Italie      | Italie          | + 9 min 08 s    |
| 10e | Sebastian Schönberger | Autriche    | Autriche        | + 9 min 43 s    |

| Classement général | Classement général    | Classement général | Classement général | Classement général |
| Coureur            | Coureur               | Pays               | Équipe             | Temps              |
| ------------------ | --------------------- | ------------------ | ------------------ | ------------------ |
| 1er                | Matej Mohorič         | Slovénie           | Slovénie           | 4 h 53 min 57 s    |
| 2e                 | Florian Vermeersch    | Belgique           | Belgique           | + 43 s             |
| 3e                 | Connor Swift          | Royaume-Uni        | Grande-Bretagne    | + 3 min 40 s       |
| 4e                 | Alejandro Valverde    | Espagne            | Espagne            | + 6 min 48 s       |
| 5e                 | Keegan Swenson        | États-Unis         | États-Unis         | + 6 min 48 s       |
| 6e                 | Quinten Hermans       | Belgique           | Belgique           | + 7 min 24 s       |
| 7e                 | Simone Velasco        | Italie             | Italie             | + 7 min 52 s       |
| 8e                 | Wout van Aert         | Belgique           | Belgique           | + 8 min 22 s       |
| 9e                 | Alessandro De Marchi  | Italie             | Italie             | + 9 min 08 s       |
| 10e                | Sebastian Schönberger | Autriche           | Autriche           | + 9 min 43 s       |

| \| Classement général \| Classement général \| Classement général \| Classement général \| Classement général \| \| Coureuse \| Coureuse \| Pays \| Équipe \| Temps \| \| ------------------ \| -------------------- \| ------------------ \| ------------------ \| ------------------ \| \| 1re \| Katarzyna Niewiadoma \| Pologne \| Pologne \| 4 h 49 min 44 s \| \| 2e \| Silvia Persico \| Italie \| Italie \| + 33 s \| \| 3e \| Demi Vollering \| Pays-Bas \| Pays-Bas \| + 33 s \| \| 4e \| Yara Kastelijn \| Pays-Bas \| Pays-Bas \| + 1 min 29 s \| \| 5e \| Lorena Wiebes \| Pays-Bas \| Pays-Bas \| + 1 min 33 s \| \| 6e \| Lauren Stephens \| États-Unis \| États-Unis \| + 4 min 02 s \| \| 7e \| Simone Boilard \| Canada \| Canada \| + 5 min 19 s \| \| 8e \| Niamh Fisher-Black \| Nouvelle-Zélande \| Nouvelle-Zélande \| + 5 min 23 s \| \| 9e \| Gaia Realini \| Italie \| Italie \| + 6 min 03 s \| \| 10e \| Tiffany Cromwell \| Australie \| Australie \| + 6 min 47 s \| |                      |                  |                  |                 |
| |                      |                  |                  |                 |
| |                      |                  |                  |                 |
| Classement général |                      |                  |                  |                 |
| Coureuse | Coureuse             | Pays             | Équipe           | Temps           |
| 1re | Katarzyna Niewiadoma | Pologne          | Pologne          | 4 h 49 min 44 s |
| 2e | Silvia Persico       | Italie           | Italie           | + 33 s          |
| 3e | Demi Vollering       | Pays-Bas         | Pays-Bas         | + 33 s          |
| 4e | Yara Kastelijn       | Pays-Bas         | Pays-Bas         | + 1 min 29 s    |
| 5e | Lorena Wiebes        | Pays-Bas         | Pays-Bas         | + 1 min 33 s    |
| 6e | Lauren Stephens      | États-Unis       | États-Unis       | + 4 min 02 s    |
| 7e | Simone Boilard       | Canada           | Canada           | + 5 min 19 s    |
| 8e | Niamh Fisher-Black   | Nouvelle-Zélande | Nouvelle-Zélande | + 5 min 23 s    |
| 9e | Gaia Realini         | Italie           | Italie           | + 6 min 03 s    |
| 10e | Tiffany Cromwell     | Australie        | Australie        | + 6 min 47 s    |

| Classement général | Classement général   | Classement général | Classement général | Classement général |
| Coureuse           | Coureuse             | Pays               | Équipe             | Temps              |
| ------------------ | -------------------- | ------------------ | ------------------ | ------------------ |
| 1re                | Katarzyna Niewiadoma | Pologne            | Pologne            | 4 h 49 min 44 s    |
| 2e                 | Silvia Persico       | Italie             | Italie             | + 33 s             |
| 3e                 | Demi Vollering       | Pays-Bas           | Pays-Bas           | + 33 s             |
| 4e                 | Yara Kastelijn       | Pays-Bas           | Pays-Bas           | + 1 min 29 s       |
| 5e                 | Lorena Wiebes        | Pays-Bas           | Pays-Bas           | + 1 min 33 s       |
| 6e                 | Lauren Stephens      | États-Unis         | États-Unis         | + 4 min 02 s       |
| 7e                 | Simone Boilard       | Canada             | Canada             | + 5 min 19 s       |
| 8e                 | Niamh Fisher-Black   | Nouvelle-Zélande   | Nouvelle-Zélande   | + 5 min 23 s       |
| 9e                 | Gaia Realini         | Italie             | Italie             | + 6 min 03 s       |
| 10e                | Tiffany Cromwell     | Australie          | Australie          | + 6 min 47 s       |